# Russian Helicopters

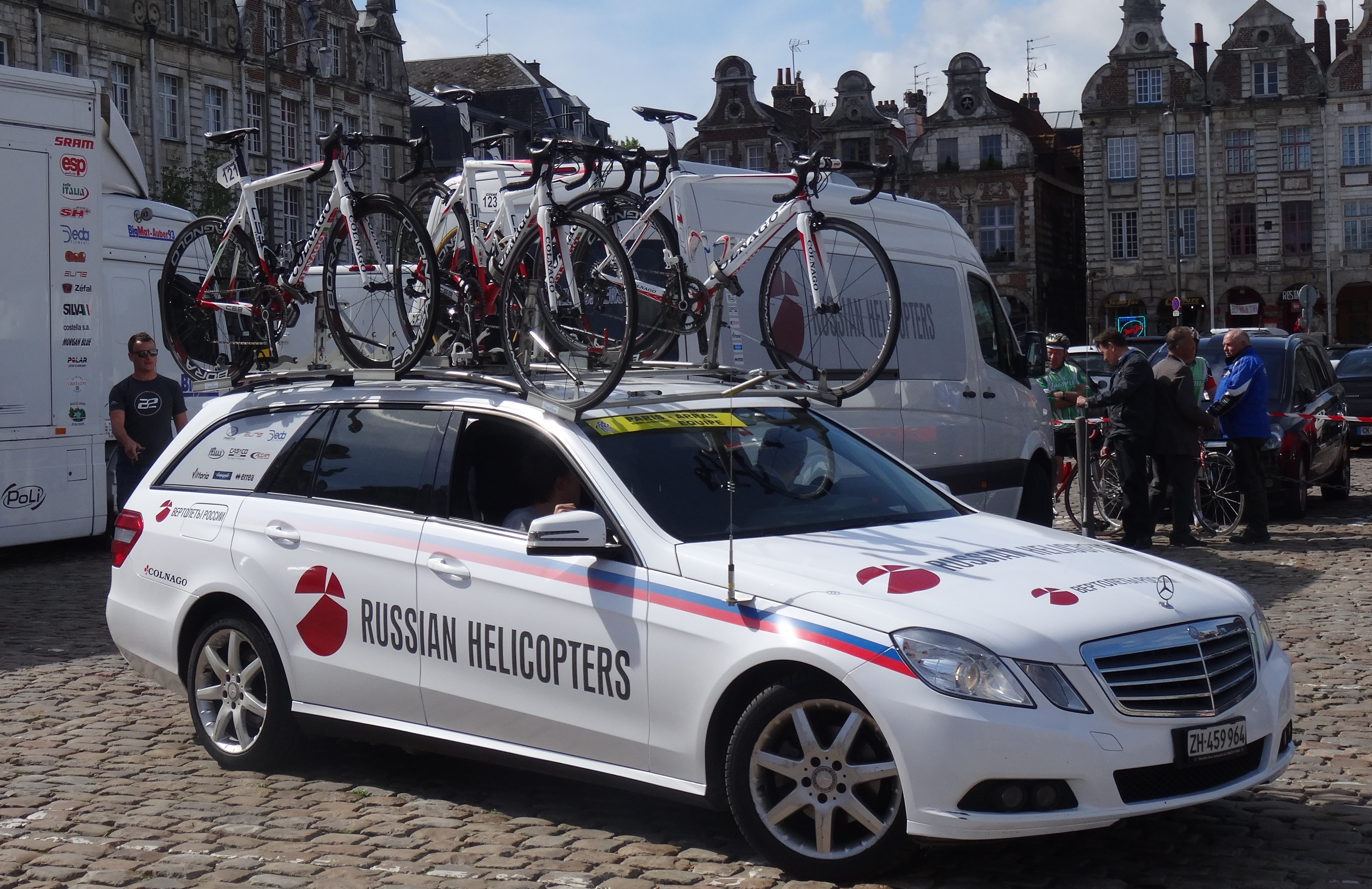
Vehicle de suport al 2014

L'equip Russian Helicopters (codi UCI: HCL) va ser un equip ciclista professional rus, que competí de 2013 a 2014. Va tenir categoria continental.

## Principals resultats

### A les grans voltes
- Giro d'Itàlia
  - 0 participacions

- Tour de França
  - 0 participacions

- Volta a Espanya
  - 0 participacions

## Classificacions UCI

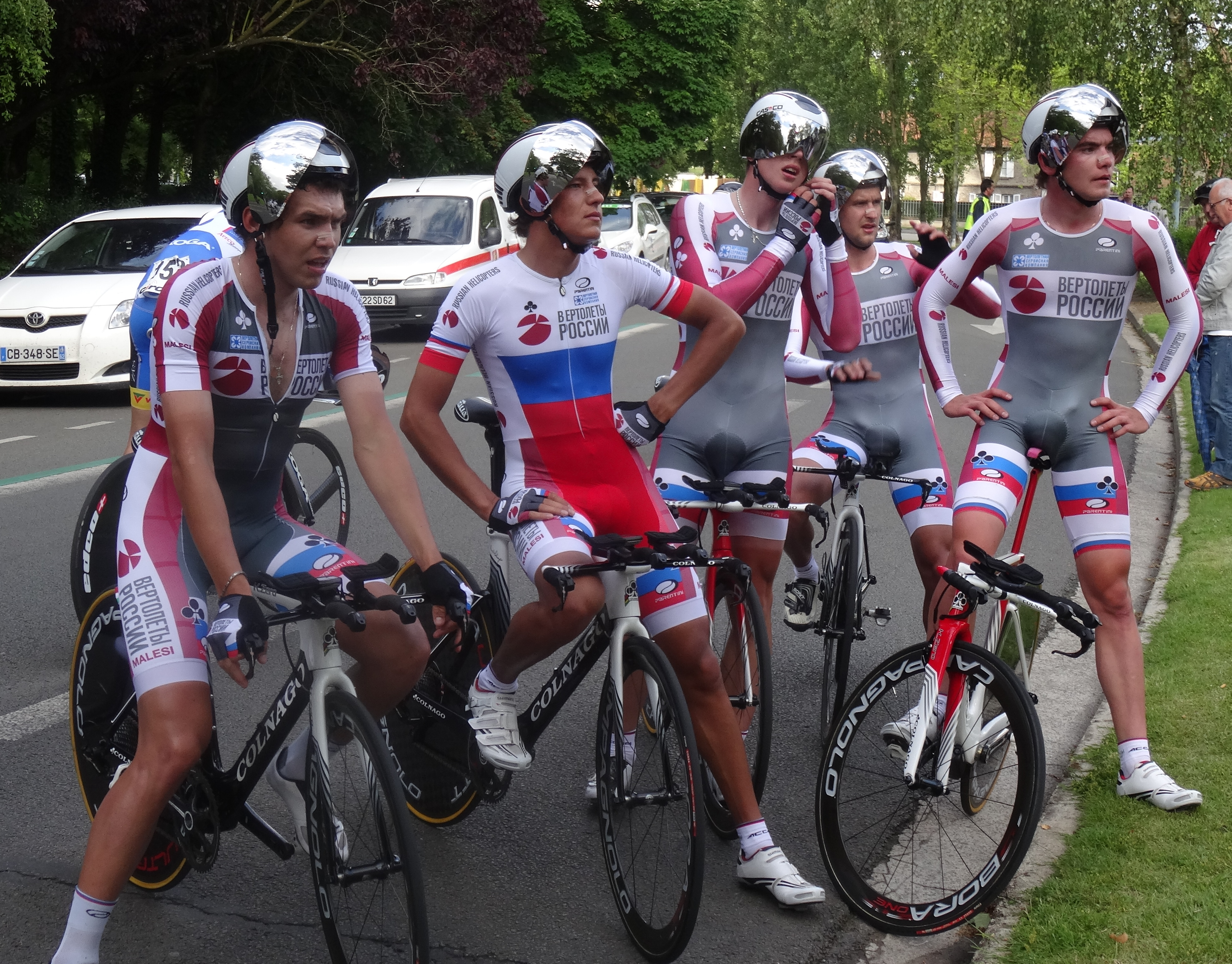
L'equip a la París-Arràs Tour de 2014

L'equip participa en les proves dels circuits continentals i principalment en les curses del calendari de l'UCI Europa Tour.
UCI Amèrica Tour
| Temporada | Classificació per equips | Millor ciclista en la classificació individual |
| --------- | ------------------------ | ---------------------------------------------- |
| 2014      | 32è                      | Ievgueni Kovaliov (210è)                       |

UCI Europa Tour
| Temporada | Classificació per equips | Millor ciclista en la classificació individual |
| --------- | ------------------------ | ---------------------------------------------- |
| 2013      | 79è                      | Aleksandr Folíforov (266è)                     |
| 2014      | 84è                      | Roman Kustadinchev (134è)                      |